# Johann Jakob Schäublin
Johann Jakob Schäublin (* 29. November 1822 in Riehen; † 19. Januar 1901 in Basel) war ein Schweizer Lehrer, Politiker, Waisenvater und Liedersammler.

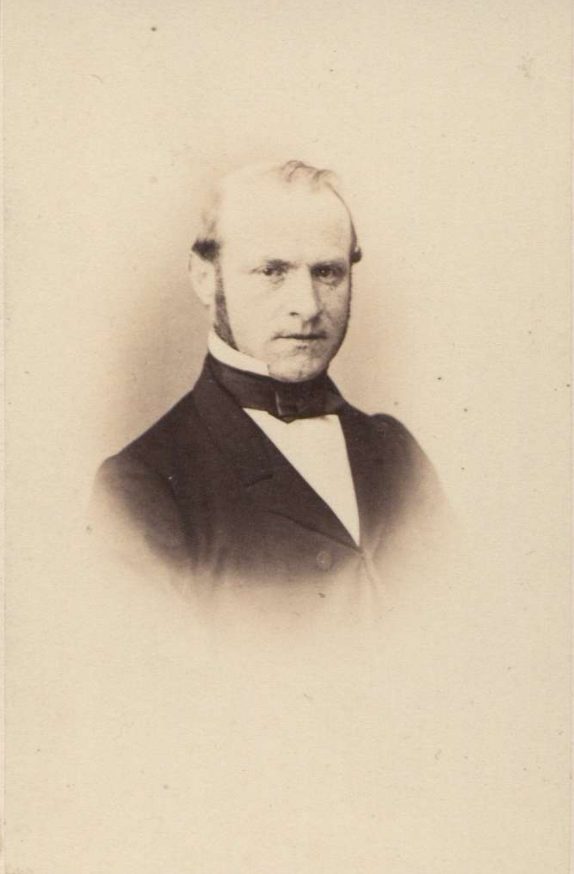
Johann Jakob Schäublin

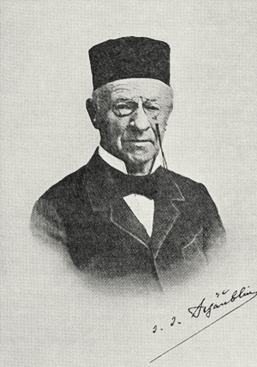
Johann Jakob Schäublin

## Leben und Werk
Schäublin absolvierte in Beuggen eine Ausbildung zum Lehrer und unterrichtete anschliessend von 1840 bis 1845 in Riehen und ab 1846 in Basel. Von 1862 bis 1867 war er als Inspektor der Landesschulen tätig. Als Politiker wirkte Schäublin von 1858 bis 1884 im Basler Grossen Rat. Ab 1880 war er als Erziehungsrat tätig. Von 1866 bis 1898 war er Vorsteher des Basler Waisenhauses. Zudem war Schäublin Mitbegründer des Männerchors Liederkranz Riehen (1841), des ältesten Vereins in dieser Gemeinde, und des Männerchors «Basler Liedertafel». Auf seine Initiative hin wurde 1867 in Basel die Allgemeine Musikschule gegründet, aus der die heutige Musik-Akademie der Stadt Basel hervorging. Er war deren erster Präsident und war der Herausgeber der Lieder für Jung und Alt. Schäublin fand seine letzte Ruhestätte auf dem Wolfgottesacker in Basel.

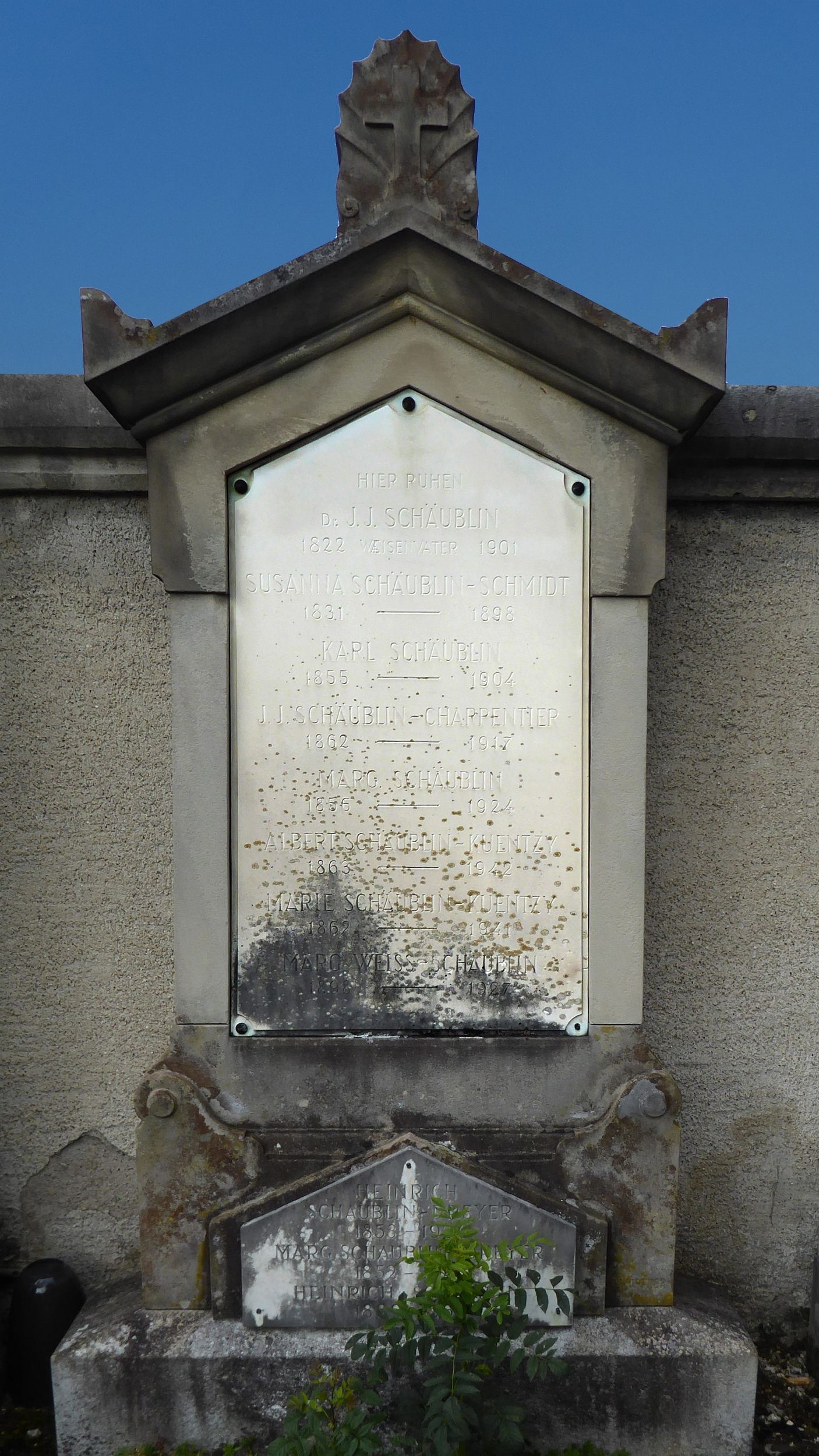
Familiengrab, Wolfgottesacker, Basel
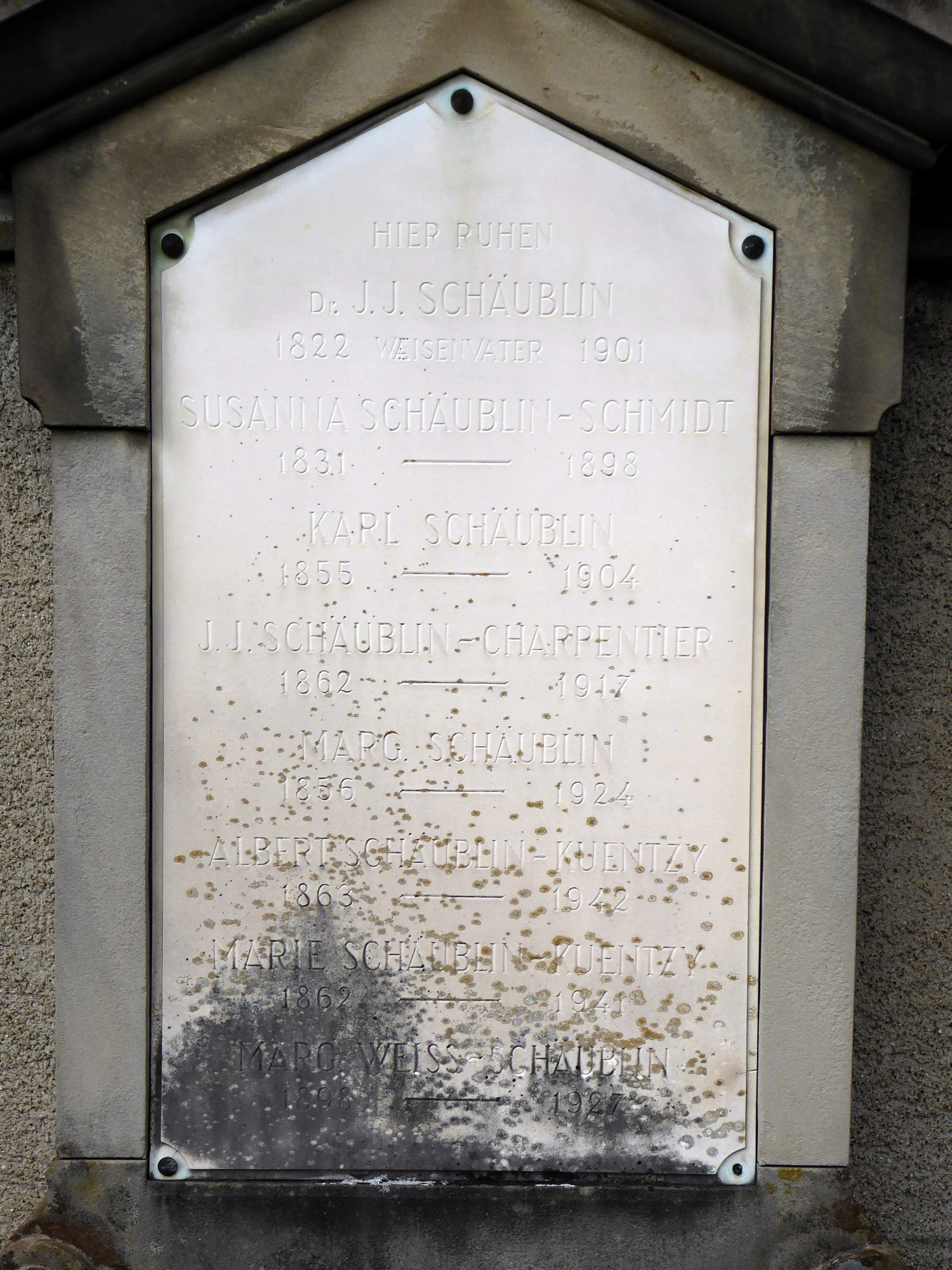
Familiengrab (Detail), Wolfgottesacker, Basel

## Werke
- Meine Jugendzeit in Riehen 1822–1838. In: Jahrbuch z’Rieche 1976 (online).